# Braux-Saint-Remy

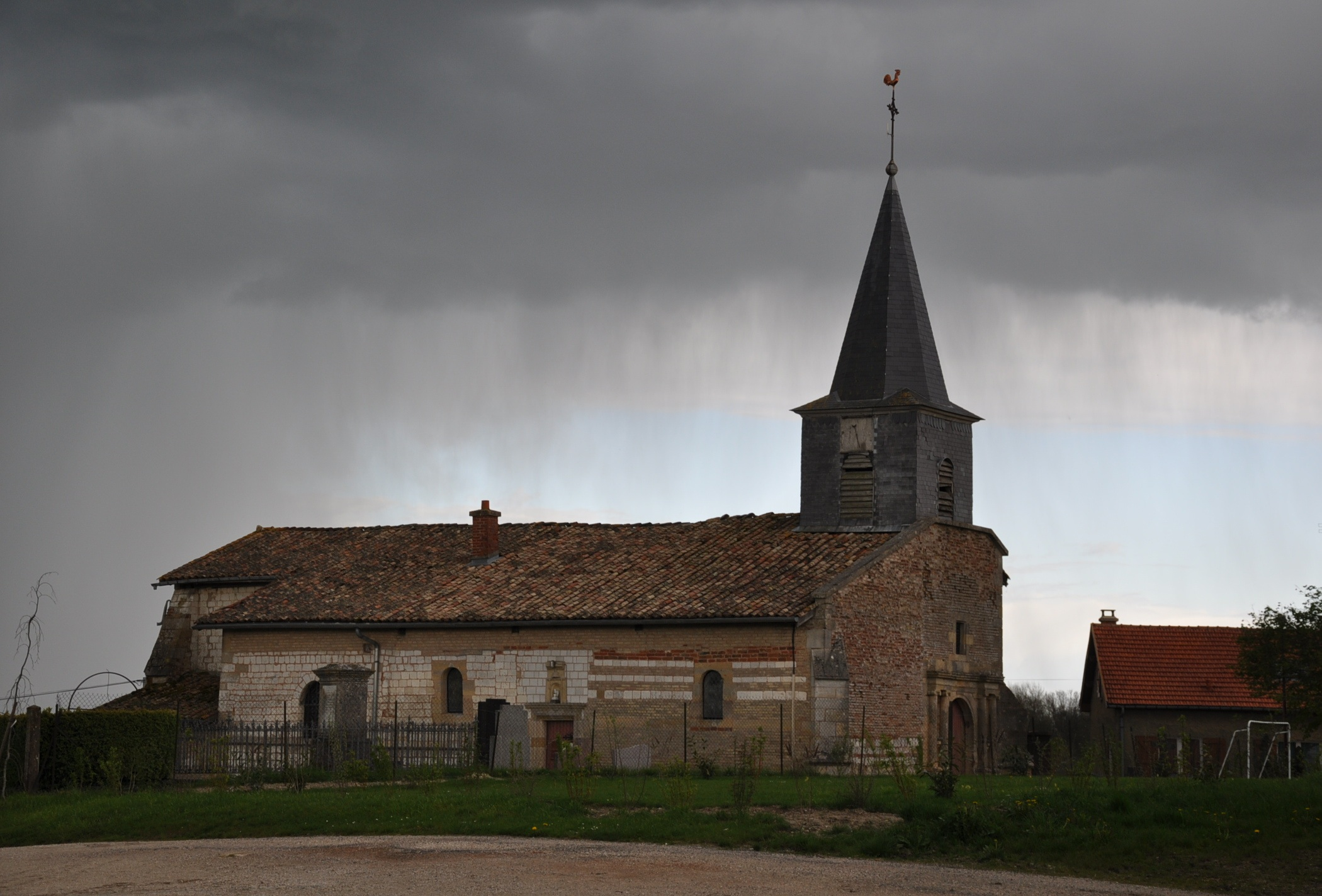
Kerkje van Braux-Saint-Remy in de regen

Braux-Saint-Remy is een gemeente in het Franse departement Marne (regio Grand Est) en telt 88 inwoners (2009). Braux-Saint-Remy is het enige dorp in deze gemeente. De plaats maakt deel uit van het arrondissement Châlons-en-Champagne. Sainte-Menehould is tevens het dichtstbijzijnde stadje, op 10 km afstand.

## Geografie
De oppervlakte van Braux-Saint-Remy bedraagt 9,6 km², de bevolkingsdichtheid is dus 9,2 inwoners per km².
De onderstaande kaart toont de ligging van Braux-Saint-Remy met de belangrijkste infrastructuur en aangrenzende gemeenten.

## Demografie
Onderstaande figuur toont het verloop van het inwonertal (bron: INSEE-tellingen).